# براتاتا
براتاتا (به انگلیسی: Brattata) نقاشی رنگ روغنی از روی لیختنشتاین است که در سال ۱۹۶۲ کشیده شده است. این نقاشی خلبان تک‌خالی را نشان می‌دهد که در حال منهدم ساختن یک بالون است. براتاتا در واقع صدای مسلسل خلبان است.

## تاریخچه
براتاتا جزو نقاشی‌هایی بود که پیش از انقلاب ۱۳۵۷ ایران با نظارت فرح پهلوی برای گنجینهٔ موزه هنرهای معاصر تهران خریداری شد. به گفتهٔ تونی شفرازی این نقاشی یکی از «برترین کارهای لیختنشتاین» است و مبلغ پرداختی برای آن چیزی بین ۱۲۰٬۰۰۰ تا ۱۲۵٬۰۰۰ دلار بوده است؛ که در آن زمان مبلغ قابل توجهی محسوب می‌شده است.

## توصیف
براتاتا از نقاشی‌های کامیک لیختنشتاین می‌باشد. کارهای کامیک لیختنشتاین به دو گروه تقسیم می‌شوند گروه نخست کارهایی شامل یک زن زیبارو در صحنه‌های عاشقانه و رمانتیک است (بدون آمیزش جنسی) و گروه دوم صحنه‌های جنگ با قهرمانانی خشن را نشان می‌دهند که براتاتا به گروه دوم تعلق دارد. عنوان این نقاشی‌ها معمولاً صدایی است که در اثر وقوع آن جنگ تولید می‌شود (مانند شلیک گلوله و انفجار هواپیما).
براتاتا نباید با نقاشی مشابه دیگری با نام Bratatat! اشتباه گرفته شود. از تفاوت‌های این دو نقاشی می‌توان به وجود ماسکی بر صورت خلبان در Bratatat! اشاره کرد در حالی که در براتاتا چهرهٔ خلبان قابل مشاهده است.